# Eurojet EJ200
L'Eurojet EJ200 (EJ-200) és un turboventilador militar que destaca per ser la planta motriu de l'avió de combat Eurofighter.

## Història
L'anglesa Rolls-Royce va començar amb el programa del ministeri de defensa XG-40, el 1982. Aquest programa estava dividit en tres fases: una primera fase d'aplec de tecnologia, anys 1982-88, seguida de desenvolupament del motor, anys 1984-89, i proves d'aquest, anys 1989-1995.
Això va comportar desenvolupar un nou compressor fan, noves cambres de combustió, una nova turbina i una nova cambra de post-combustió, amb la incorporació de nous materials i nous processos de fabricació. Tot això per aconseguir una major capacitat d'empenta i menys peces a fabricar que en motors anteriors, i el 1986 es va constituir el consorci Eurojet, format per la mateixa Rolls-Royce (Regne Unit), Avio (Itàlia), MTU Aero Engines (Alemanya) i Indústria de Turbo Propulsores (Espanya). El resultat va ser un motor molt similar, en dimensions, al Tornado RB199 de Rolls-Royce, però amb menys peces (1800 en comptes de les 2845 del RB199) i gairebé un 50% més d'empenta.
El motor va entrar en proves el desembre de 1986 i completà 4.000 cicles d'unes 200 hores cadascun de funcionament a ple règim, i conclogué el programa com estava previst el juny de 1995. Les majors diferències són la mida molt més grossa dels àleps de la turbina i els perfils més adaptats als vols transsònics i supersònics.
El primers 14 motors amb denominació EJ200 -01A es van entregar el 1991 i es van destinar a proves a l'Accelerated Simulated Mission Endurance Testing (Simulador Accelerat de Proves de Duració), per verificar el disseny del motor i la fiabilitat. A més, l'EJ200 ha completat més de 650 vols reals en les diferents aeronaus de desenvolupament des del nivell del mar fins als 15.000 m i de 135 km/h a velocitats de M 2.0. El primer a rebre el certificat de vol va ser el DA3 italià l'any 1995 amb el seu primer vol el 4 de juny d'aquell any. El juny de 1999, Eurojet va obtenir l'autorització de vol per al motor estàndard de la producció final amb el llançament de la producció.

## Construcció

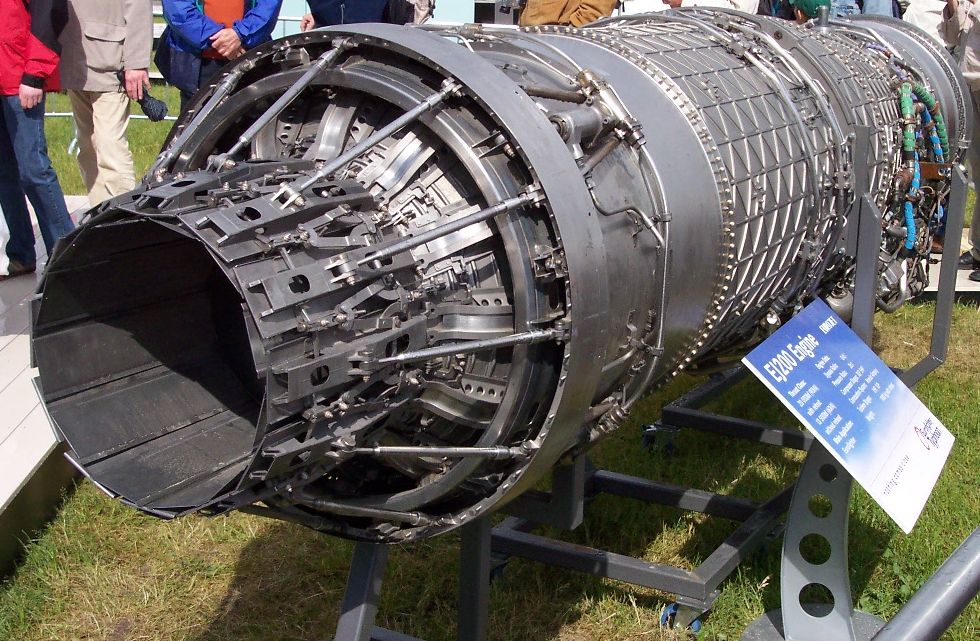
Vista de la tovera del EJ200, desenvolupada per l'empresa espanyola ITP

El motor es basa en un sistema avançat de disseny modular. Utilitzant tres etapes de ventilador de baixa pressió, cinc etapes de compressor d'alta pressió, amb un disseny especial que evita les guies d'àleps, disminueix el pes i facilita el manteniment. Això proporciona en la primera etapa una relació de compressió de 4,6:1 i en la segona 6,2:1 (que vol dir en el primer cas, que 4,6 litres d'aire es converteixen en 1 litre). La cambra de combustió també és de nova factura, de tipus anell, amb un sistema d'injectors de combustible, que redueix al mínim l'emissió de fums, i està equipada de protecció de temperatura i facilitats de manteniment.
El factor clau per determinar l'eficiència d'un motor de reacció i el treball assolible és la diferència de temperatura i pressió assolides entre l'entrada i la sortida del motor de combustió. I en el cas que ens ocupa, les temperatures assolides en la cambra de combustió són de més de 1.800 K i la relació de compressió és de 25:1, això provoca que la turbina d'alta pressió (impulsora dels altres mecanismes del motor), necessiti un refredament especial que no pot ser d'aire, ja que aquest refredament disminueix el rendiment de la combustió. I per tant, els àleps tenen un recobriment Thermal Barrier Coating (Recobriment de Barrera Termal) aplicat amb plasma de dues capes de material ceràmic a base de niquel-crom-itri. Això augmenta la temperatura de funcionament, encara que requereix inspeccions periòdiques per assegurar-ne el funcionament, per més facilitats és igual a la turbina de baixa pressió. També el post-cremador amb sistema d'injectors independents i anell de cremadors són de construcció modular.
En resum, resulta un motor de gran empenta ja en turbopropulsor, ja que arriba a 60 KN (Kilo Newton, 6.123 kg) en aquesta modalitat, i si actua la postcombustió arriba a 90 KN (10.200 kg) encara que amb aquesta configuració es redueix la seva vida útil. Tot això amb un pes total de 1.037 kg.